# Gioia Tauro
Gioia Tauro és un comune (municipi) de la Ciutat metropolitana de Reggio de Calàbria, a la regió italiana de Calàbria, situat a uns 80 km al sud-oest de Catanzaro i a uns 35 km al nord-est de Reggio de Calàbria, a la costa de la mar Tirrena. A 1 de gener de 2019 la seva població era de 20.078 habitants.
Gioia Tauro limita amb els municipis següents: Ciminà, Molochio, Oppido Mamertina, Platì, Taurianova i Terranova Sappo Minulio.

## El port
El port marítim és el segon port d'Itàlia i el tretzè port d'Europa en tràfic de contenidors, amb un trànsit l'any 2018 de 2,301 milions de TEU.